# Bridelia adusta
Bridelia adusta är en emblikaväxtart som beskrevs av Airy Shaw. Bridelia adusta ingår i släktet Bridelia och familjen emblikaväxter. Inga underarter finns listade i Catalogue of Life.